# Claude Laydu
Claude Laydu, né le 10 mars 1927 à Etterbeek et mort le 29 juillet 2011 à Massy, est un comédien et producteur de télévision helvético-belge. 
Il est le créateur et producteur de la série télévisée Bonne nuit les petits, dans laquelle il prête aussi sa voix au marchand de sable.

## Biographie

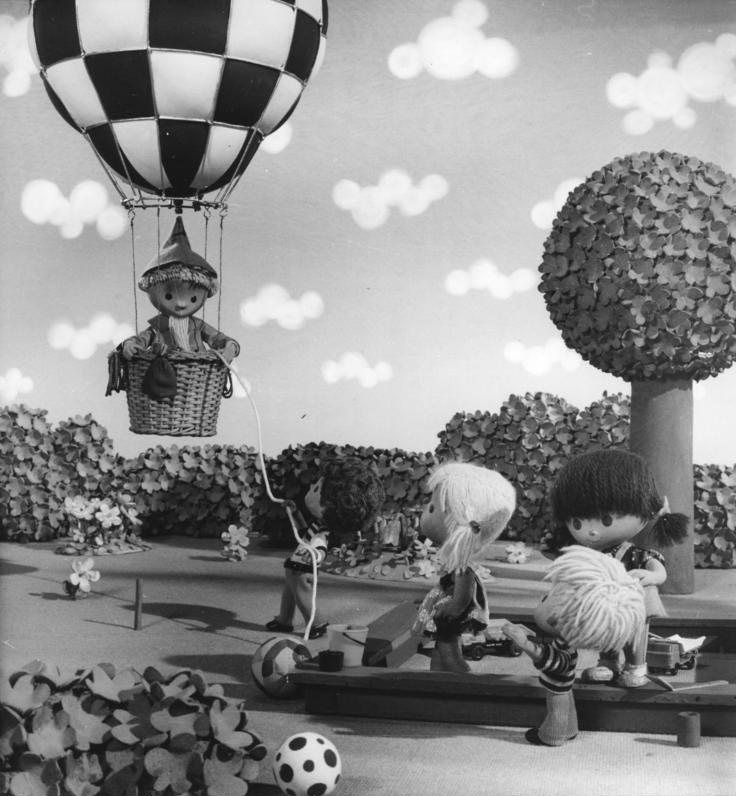
Scène de Unser Sandmännchen

### Comédien
Claude Laydu, d'origine suisse, est né le 10 mars 1927 à Etterbeek. Il a deux frères dont l'un, Louis, est le patron du club de jazz bruxellois La Rose Noire et l'autre, Jean-Jacques, un trompettiste, coqueluche de la jeunesse bruxelloise au début des années 1950.
En 1947, il se rend à Paris où il prend des cours au Conservatoire national supérieur d'art dramatique. Il rejoint la compagnie Renaud-Barrault et débute sur scène au Théâtre Marigny avant d'obtenir, en 1949, le rôle principal dans le film de Robert Bresson : Le Journal d'un curé de campagne, tiré de l'œuvre de Georges Bernanos. Pendant près de dix ans, il mène ensuite une carrière d'acteur de cinéma en France et en Italie et rencontre son épouse, la comédienne Christine Balli, avec laquelle il partage l'affiche du film Italienisches capriccio en 1962.

### Bonne nuit les petits
S'inspirant d'un programme pour enfants de la télévision est-allemande — Unser Sandmännchen (Le Petit marchand de sable) — qu'il a vue au cours d'un tournage en 1960, Claude Laydu imagine un programme pour enfants constitué de courtes saynètes mettant en scène des marionnettes, qu'il intitule Bonne nuit les petits.
Le programme est créé et conçu avec son épouse Christine, qui fabrique notamment la marionnette de Nounours, tandis que son mari prête sa voix au personnage du Marchand de sable.
Les deux enfants du couple, Jean-Baptiste et Dominique, seront les premiers testeurs et critiques du programme ; cette dernière, qui pratique la flûte à bec, inspire d'ailleurs le générique interprété au pipeau par le Marchand de sable,. Fin 1961, Claude Laydu produit deux émissions pilotes qu'il propose à la RTF qui commande 12 émissions pour Noël 1962.
La série — dont Claude Laydu est à la fois l'auteur et le producteur — rencontre un grand succès en France, en Belgique et aux Pays-Bas et connait plusieurs séries (1962-1973, 1976, 1995-1997) ainsi qu'elle engendre de nombreux produits dérivés (disques, journal, cassettes VHS, DVD…) au fil des ans.
Claude Laydu meurt de problèmes cardiaques le 29 juillet 2011 à Massy, à l'âge de 84 ans. Il est enterré au cimetière du Montparnasse (division 9).
Son épouse Christine Laydu meurt le 7 juillet 2025 à son domicile de Morigny-Champigny dans l’Essonne.

## Théâtre

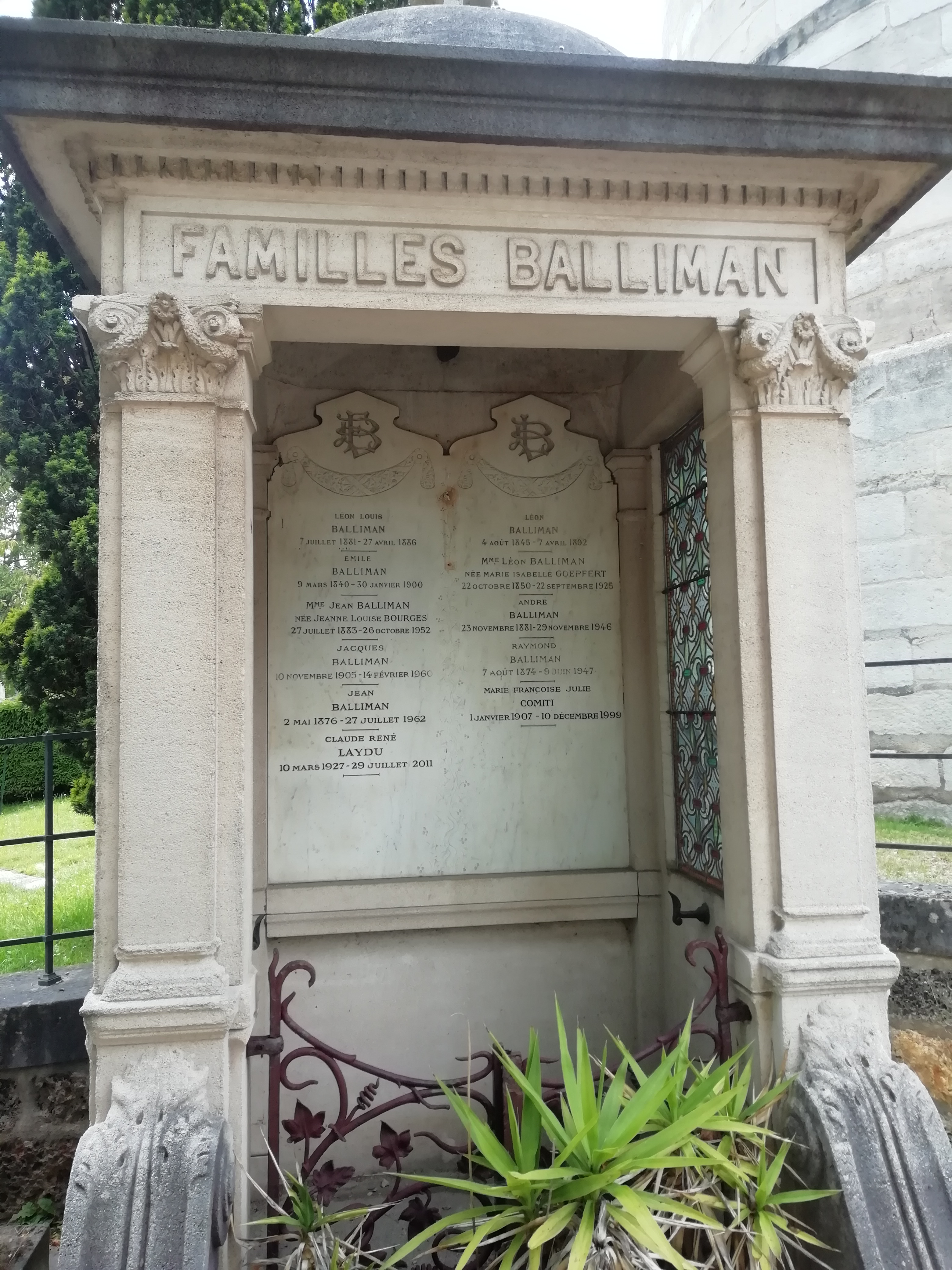
Tombe de Claude Laydu au cimetière du Montparnasse (division 9).

- 1952 : Beau Sang de Jules Roy, mise en scène Raymond Hermantier, Théâtre de l'Humour
- 1954 : Un inspecteur vous demande de John Boynton Priestley, Théâtre La Bruyère
- 1960 : Les Trois Sœurs d'Anton Tchekhov, mise en scène Sacha Pitoëff, Théâtre de l'Alliance française
- 1978 : Hôtel particulier de Pierre Chesnot, mise en scène Raymond Rouleau, Théâtre de Paris

## Filmographie

### Cinéma
- 1951 : Le Voyage en Amérique d'Henri Lavorel
- 1951 : Journal d'un curé de campagne de Robert Bresson
- 1952 : Au cœur de la Casbah de Pierre Cardinal
- 1952 : Nous sommes tous des assassins d'André Cayatte
- 1952 : Le Chemin de Damas de Max Glass
- 1953 : Le Bon Dieu sans confession de Claude Autant-Lara
- 1953 : La Route Napoléon de Jean Delannoy
- 1953 : Hommes en détresse (La guerra de Dios) de Rafael Gil
- 1954 : Raspoutine de Georges Combret
- 1954 : Attila, fléau de Dieu (Attila, il flagello di Dio) de Pietro Francisci
- 1954 : Interdit de séjour de Maurice de Canonge
- 1955 : Symphonie inachevée (Sinfonia d’amore) de Glauco Pellegrini
- 1957 : La Roue d'André Haguet et Maurice Delbez
- 1958 : En votre âme et conscience, épisode : Un combat singulier ou l'Affaire Beauvallon de Jean Prat
- 1960 : Le Dialogue des carmélites de Philippe Agostini et Raymond Leopold Bruckberger
- 1961 : Italienisches capriccio de Glauco Pellegrini
- 1963 : Mafia alla sbarra de Oreste Palella

### Télévision

#### Série télévisée
- 1962-1973 / 1994-1997 : Bonne nuit les petits : Ulysse, le marchand de sable (voix)

### Jeu vidéo
- 2000 : Bonne nuit les petits : Ulysse, le marchand de sable (voix originale)